# Mutigny
Mutigny ist eine französische Gemeinde mit 206 Einwohnern (Stand 1. Januar 2022) im Département Marne in der Region Grand Est (vor 2016 Champagne-Ardenne). Sie gehört zum Arrondissement Épernay und zum Kanton Épernay-1. Die Einwohner werden Mutignats genannt.

## Geographie
Mutigny liegt etwa fünf Kilometer nordöstlich von Épernay und etwa 21 Kilometer südlich von Reims. Umgeben wird Mutigny von den Nachbargemeinden Saint-Imoges im Norden und Nordwesten, Germaine im Nordosten, Avenay-Val-d’Or im Osten sowie Aÿ-Champagne im Süden und Westen.

## Bevölkerungsentwicklung
| Jahr                       | 1962 | 1968 | 1975 | 1982 | 1990 | 1999 | 2006 | 2011 | 2018 |
| Einwohner                  | 94   | 115  | 120  | 137  | 173  | 188  | 217  | 217  | 184  |
| Quellen: Cassini und INSEE |      |      |      |      |      |      |      |      |      |

## Sehenswürdigkeiten

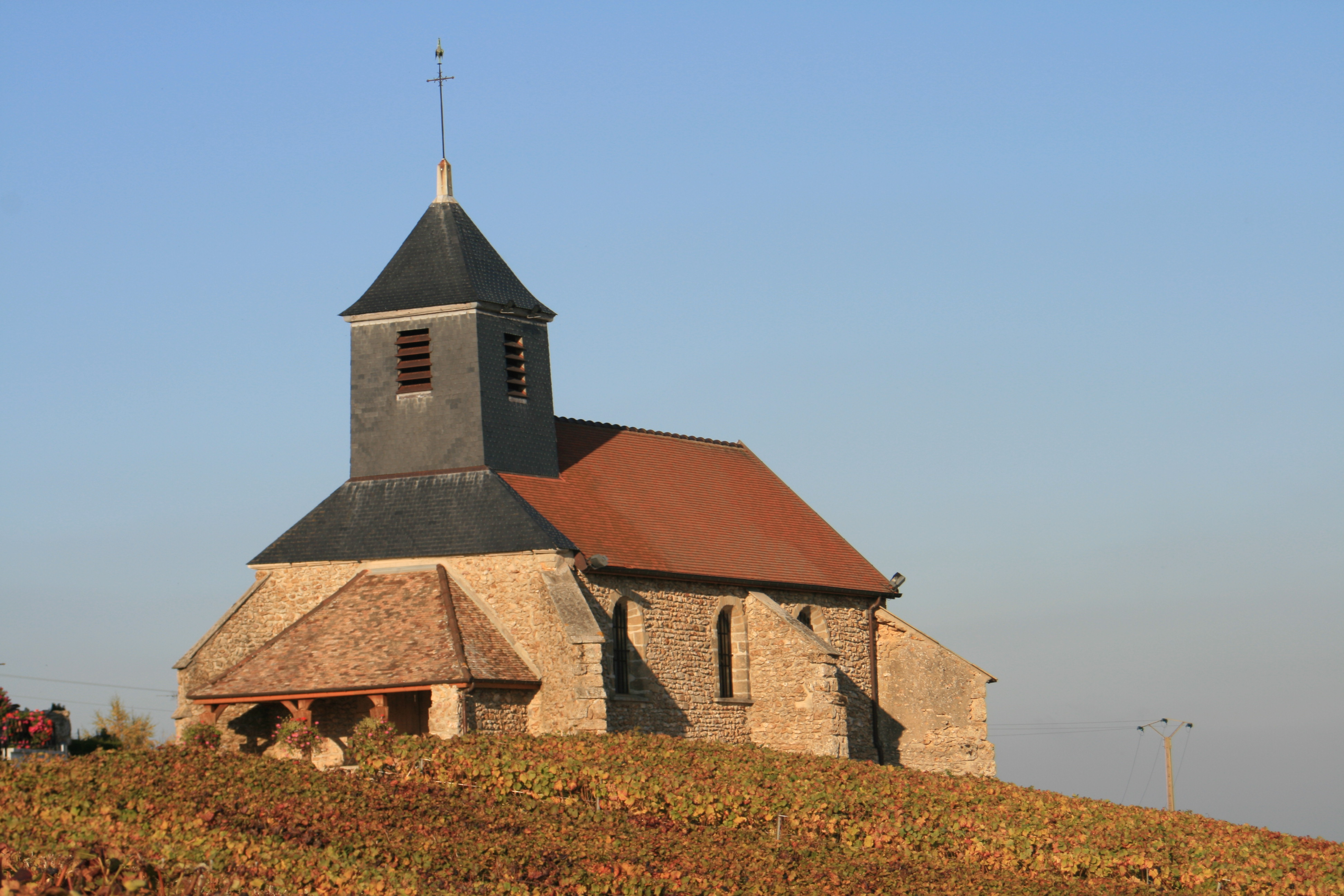
Kirche Saint-Martin

- Kirche Saint-Martin aus dem 15. Jahrhundert
- Herrenhaus von Montflambert